# Горячев Юрій Петрович
Юрій Петрович Горячев (нар. 16 червня 1960, Одеса, УРСР) — радянський та український футболіст, нападник. Майстер спорту СРСР з 1982 року. У вищій лізі чемпіонату СРСР провів 91 матч, забив 27 голів. Під 43 номером увійшов в 50-ку з найкращих гравців одеського Чорноморця за версією football.ua. Входить до числа українських гравців, які забивали понад сто м'ячів у чемпіонатах СРСР (забив 119).

## Життєпис
Уродженець Одеси. Вихованець ДЮСШОР «Чорноморець». Перший тренер - А. В. Руга. У першому повноцінному сезоні в основному складі «Чорноморця» продемонстрував високу результативність. Став найкращим бомбардиром команди в 1980 році (14 голів). У 1981 році забив 8 м'ячів у складі «моряків». З наступного сезону показники нападника почали падати. За три останні роки в складі «моряків» Горячев відзначився лише п'ятьма голами за основний склад (ще 23 було забито за дублерів, де Юрій ставав найкращим бомбардиром в сезонах 1982 і 1985 років). У 1984 році проходив військову службу в молодіжній команді львівських «СКА-Карпат», після чого повернувся до «Чорноморця». Продовжив кар'єру в першій лізі в команді «Колос» (Нікополь).
Сезон 1988 року розпочав у складі кишинівського «Ністру». У «Суднобудівник» перейшов у липні 1988 року на запрошення тренера «корабелів» Геннадія Лисенчука. Дебют у команді відбувся 20 липня у Рівному в грі з «Авангардом». Лік забитим м'ячам у миколаївській команді Горячев відкрив у першому домашньому матчі з житомирським «Спартаком» на 31-й хвилині. У 1990 році в кінцевому турі в матчі на виїзді з черкаським «Дніпром» зробив дубль, який приніс «Суднобудівник» срібні медалі української зони другої ліги. Тричі ставав найкращим бомбардиром команди в чемпіонаті СРСР (1989 і 1991 самостійно, 1988 спільно з Грозовим і Машніним).
У першому чемпіонаті України також став найкращим бомбардиром миколаївської команди (1992). Всього в миколаївському «Суднобудівнику» й «Евісі» (так стала називатися команда після розпаду СРСР) в рамках чемпіонатів СРСР і України зіграв в 170 матчах забив 65 голів. Це четвертий результат в історії команди.
Восени 1992 року виїхав до Молдови за клуб вищої ліги «Буджак». Потім деякий час перебував в угорському «Дебрецені».
Останнім клубом в кар'єрі Горяєва став швейцарський «Вальд» з Цюриха.
Після закінчення ігрової кар'єри повернувся в Одесу й зайнявся бізнесом. Регулярно виходить на поле в складі команди ветеранів одеського «Чорноморця».

## Досягнення

### Клубні
- Перша ліга чемпіонату СРСР
  -  Бронзовий призер (1): 1984

### Індивідуальні
- 4-е місце в списку найкращих бомбардирів чемпіонату СРСР: 1980 (14 голів)

### Відзнаки
- Майстер спорту СРСР: 1982